# Pasilobus capuroni
Pasilobus capuroni là một loài nhện trong họ Araneidae.
Loài này thuộc chi Pasilobus. Pasilobus capuroni được M. Emerit miêu tả năm 2000.